# Matthew Bingley
Matthew Bingley (født 16. august 1971) er en tidligere australsk fodboldspiller.

## Australiens fodboldlandshold
| Australiens landshold | Australiens landshold | Australiens landshold |
| År                    | Kmp                   | Mål                   |
| --------------------- | --------------------- | --------------------- |
| 1993                  | 1                     | 0                     |
| 1994                  | 0                     | 0                     |
| 1995                  | 2                     | 0                     |
| 1996                  | 3                     | 1                     |
| 1997                  | 8                     | 4                     |
| Total                 | 14                    | 5                     |